# Björkebåten

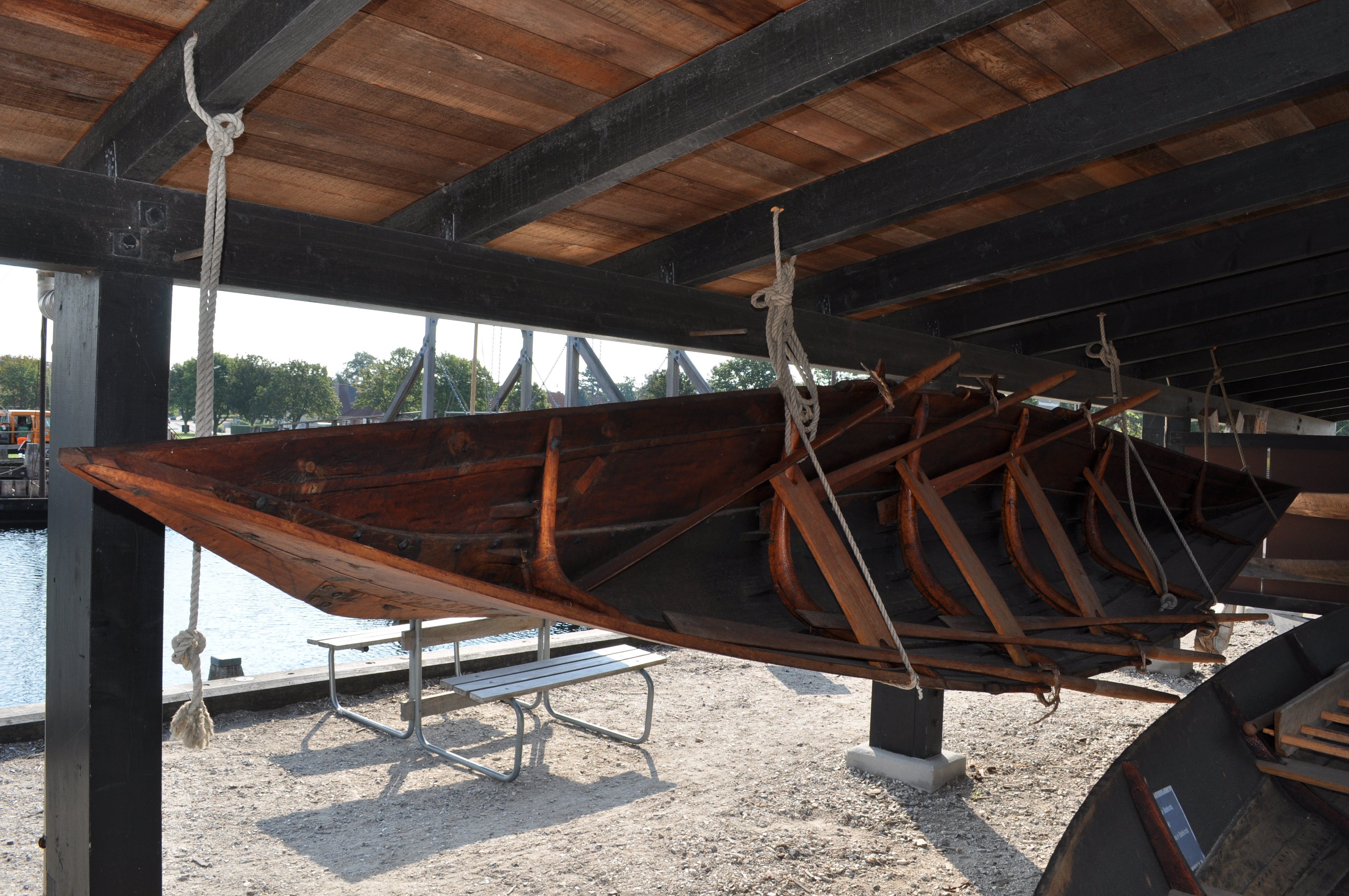
Replika av björkebåten byggd på Vikingaskeppsmuseet i Roskilde

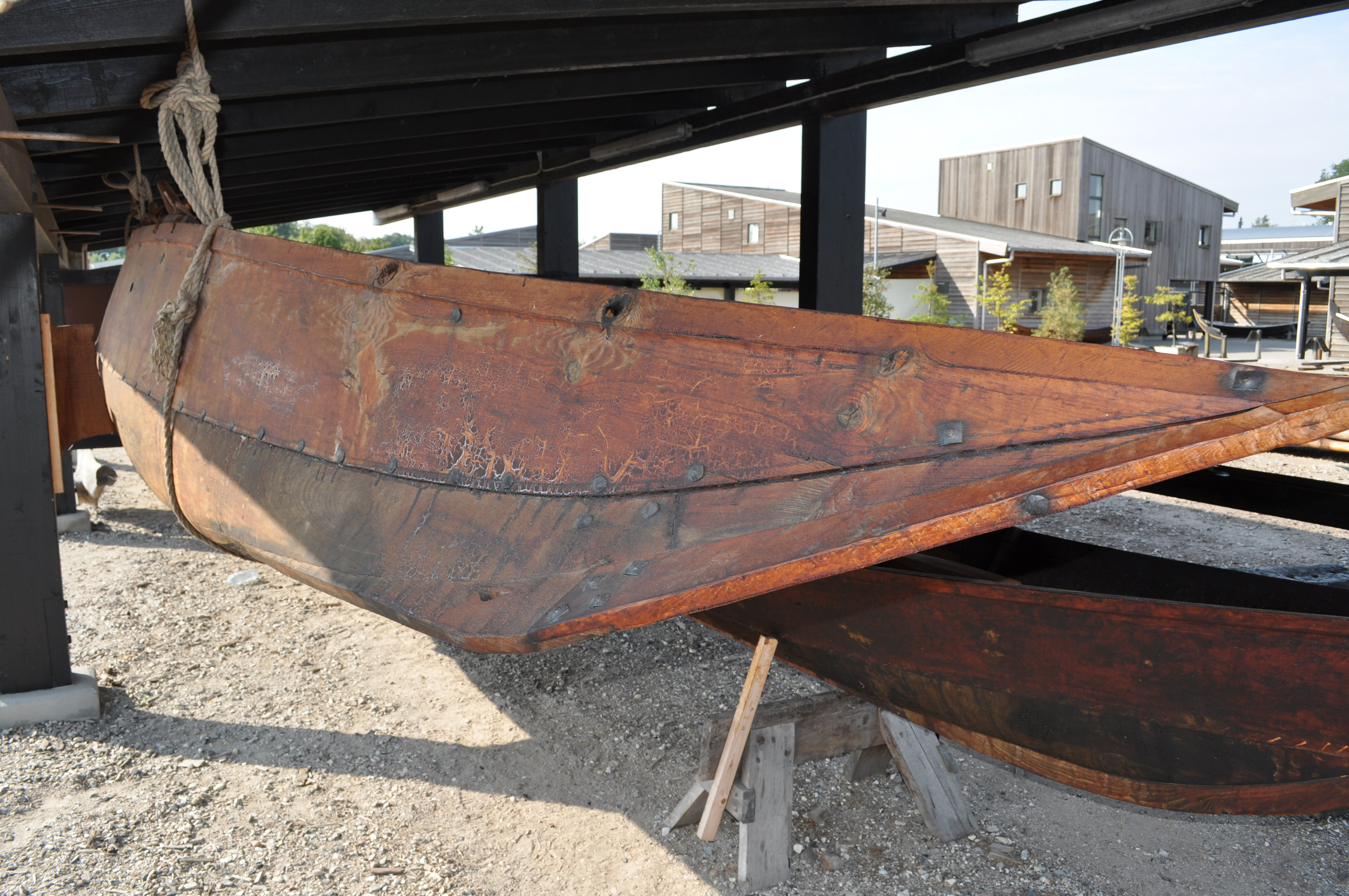
Björkebåten sedd från styrbords sida

Björkebåten från Hille är en forntida båt som hittades hösten 1947 vid kanalrensning i Björke i Gävle kommun och är daterad till cirka 400 e.Kr. Tidigare var båten daterad till mellan 100 och 200 e.Kr. och det hade sagts vara den äldsta båten i Sverige, men de nya dateringarna är mer tillförlitliga då de baseras på 14C-prover tagna av ett trästycke från båten som tidigare inte varit känt.
Björkebåten är 7,22 meter lång och bredden är 1,24 meter, dess botten består av en urholkad stock av lind. Båten är att betrakta som stockbåt, men dess sidor är förhöjda med ett bord på var sida av furu. Denna övre bordgång är anordnad som klinkbordläggning och är fäst i stävar som ligger invändigt ned i den undre delen av båten. Bordet var fäst med spikar av järn som var nitade på insidan. Björkebåten har haft sex spant på varje sida, dessa bestod av böjda grenar från gran och var sydda till skrovet. Vid tiden för fyndet fanns en 67 kg tung rund sten placerad på en björkrismatta invändigt i båten, vars syfte kan ha varit att utgöra barlast. Båten har troligen förts fram med paddlar, eftersom det saknades håar för åror. Björkebåten finns att beskåda på Länsmuseet Gävleborg i deras permanenta utställning.